# Albatros Flugzeugwerke
Albatros-Flugzeugwerke GmbH va ser un fabricant d'aeronaus alemany que va ser el principal subministrador de les Forces Aèries d'Alemanya durant la Primera Guerra Mundial.
L'empresa tenia la seva seu a Johannisthal, Berlín, on va ser fundada per Walter Huth i Otto Wiener el 20 de desembre de 1909. L'empresa (i la seva filial, Ostdeutsche Albatros Werke (OAW)) va produir alguns dels millors caces de la Primera Guerra Mundial, sobretot l'Albatros D.III i Albatros D.V, ambdós dissenyats per Robert Thelen. La seva activitat va continuar fins que l'octubre de l'any 1931, es va fusionar amb Focke-Wulf.

## Història
L'empresa va ser fundada el 29 de desembre de 1909, per Enno Walther Huth, com Albatros Werke AG. L'activitat inicial de l'empresa era la producció sota llicència de l'avió francès Antoinette. També va produir algunes versions del monoplà Etrich Taube, incloent un biplà anomenat Albatros Doppeltaube.
L'any 1912 es van construir cinc Albatros F.2, una versió modificada del biplà Farman III amb una gòndola per a la tripulació i un motor en línia Argus en comptes del motor original Gnome. Quatre d'aquests avions van ser venuts a Bulgària i van prendre part activa a les guerres balcàniques de 1912-1913. Un d'ells va actuar el 16 d'octubre de 1912, la primera missió militar a Europa.
Durant la Primera Guerra Mundial va produir aproximadament 10.300 aeronaus.

## Llistat d'aeronaus
| Nom de model         | Primer vol         | Construïts    | Tipus                                        |
| -------------------- | ------------------ | ------------- | -------------------------------------------- |
| Albatros Al 101      | 1930               | 71            | Avió d'entrenament                           |
| Albatros Al 102      | 1932               |               | Avió d'entrenament                           |
| Albatros Al 103      | 1933               |               | Avió experimental                            |
| Albatros B.I         | 1913               |               | Avió de reconeixement                        |
| Albatros B.II        | 1914               |               | Avió de reconeixement                        |
| Albatros B.III       | 1917               |               | Avió de reconeixement                        |
| Albatros C.I         | 1915               |               | Avió de reconeixement                        |
| Albatros C.II        | 1916               |               | Avió de reconeixement                        |
| Albatros C.III       | 1916               |               | Avió de reconeixement                        |
| Albatros C.IV        | 1916               |               | Avió de reconeixement                        |
| Albatros C.V         | 1916               | Approx. 400   | Avió de reconeixement                        |
| Albatros C.VII       | 1916               | Més de 600    | Avió de reconeixement                        |
| Albatros C.VIII      | 1917               |               | Bombarder nocturn                            |
| Albatros C.IX        | 1917               |               | Avió de reconeixement                        |
| Albatros C.X         | 1917               | Més de 300    | Avió de reconeixement                        |
| Albatros C.XII       |                    |               | Avió de reconeixement                        |
| Albatros C.XIV       | 1918               |               | Caça                                         |
| Albatros C.XV        | 1918               |               | Avió de reconeixement                        |
| Albatros D.I         | 1916               | 50            | Caça                                         |
| Albatros D.II        | 1916               | 291           | Caça                                         |
| Albatros D.III       | August 1916        | 1,866         | Caça                                         |
| Albatros D.IV        | 1917               | 3             | Caça                                         |
| Albatros D.V         | Maig 1917          | Approx. 2,500 | Caça                                         |
| Albatros D.VI        | 1917               | 1             | Caça                                         |
| Albatros D.VII       | August 1917        | 1             | Caça                                         |
| Albatros D.VIII      |                    |               | Caça                                         |
| Albatros D.IX        | 1917               | 1             | Caça                                         |
| Albatros D.X         | 1918               | 1             | Caça                                         |
| Albatros D.XI        | Febrer 1918        | 2             | Caça                                         |
| Albatros D.XII       | March 1918         | 2             | Caça                                         |
| Albatros Dr..I       | 1917               | 1             | Caça triplà                                  |
| Albatros Dr..II      | 1918               | 1             | Caça triplà                                  |
| Albatros G.I         | 1916               |               | Bombarder                                    |
| Albatros G.II        | 1916               | 1             | Bombarder                                    |
| Albatros G.III       | 1916               |               | Bombarder                                    |
| Albatros H 1         |                    |               | Avió de reconeixement                        |
| Albatros J.I         | 1917               | Approx. 240   | Atac de terra                                |
| Albatros J.II        |                    |               | Atac de terra                                |
| Albatros L 30        |                    |               | Avió de línia                                |
| Albatros L 56        |                    |               | Avió de línia                                |
| Albatros L 57        |                    |               | Avió de línia                                |
| Albatros L 58        | 1923               | 7             | Avió de línia                                |
| Albatros L 59        | 1923               |               | Avió utilitari                               |
| Albatros L 60        | 1923               |               | Avió utilitari                               |
| Albatros L 65        | 1925               | 2             | Avió de reconeixement                        |
| Albatros L 66        | 1924               | 10            | Avió d'entrenament                           |
| Albatros L 67        | década de 1920     | 2             | Avió utilitari                               |
| Albatros L 68        | 1920s              |               | Avió d'entrenament                           |
| Albatros L 69        | 1925               | 4             | Avió d'entrenament                           |
| Albatros L 70        |                    |               |                                              |
| Albatros L 71        |                    |               |                                              |
| Albatros L 72        | 1925?              |               | Propulsor biplà dissenyat per una competició |
| Albatros L 72A       | 1926               | 4             | Biplà de càrrega per distribució de diaris.  |
| Albatros L 73        | 1926               | 4             | Avió de línia                                |
| Albatros L 74        | 1928               | 2             | Avió d'entrenament                           |
| Albatros L 75 Ass    | 1928               | 43            | Avió d'entrenament                           |
| Albatros L 76        | 1927               | 6             | Avió de reconeixement                        |
| Albatros L 77        | 1928               | 4             | Caça / Avió de reconeixement                 |
| Albatros L 78        |                    |               |                                              |
| Albatros L 79        | 1929               | 2             | Avió acrobàtic                               |
| Albatros L 81        | Final dels anys 20 |               | Aeronau experimental                         |
| Albatros L 82        | 1929               | 72            | Avió d'entrenament                           |
| Albatros L 83        | 1931               | 2             | Avió de transport de passatgers              |
| Albatros L 84        | 1935               | 5             | Caça                                         |
| Albatros L 100       | 1930               | 1             | Avió de competició                           |
| Albatros L 102       | 1932               | 10            | Avió d'entrenament                           |
| Albatros L 103       | 1933               | 1             | Aeronau experimental                         |
| Albatros Doppeltaube | 1910               |               | Aeronau militar de propòsit general          |
| Albatros Taube       |                    |               | Aeronau militar de propòsit general          |
| Albatros W.4         | 1916               | 128           | Caça hidroavió                               |
| Albatros W.5         |                    | 5             | Bombarder de torpeders hidroavió             |
| Albatros W.8         | 1918               | 3             | Caça hidroavió de flotadors                  |